# Серхіо Прімера
Серхіо Прімера (ісп. Sergio Primera; нар. 26 вересня 1985) — венесуельський борець греко-римського стилю, срібний призер Панамериканського чемпіонату, чемпіон Боліваріанських ігор.

## Життєпис
Боротьбою почав займатися з 1999 року. У 2004 році став Панамериканським чемпіоном серед юніорів.
Виступає за борцівський клуб «Ramon Pena Gili». Тренер — Хайро Герреро.

## Спортивні результати на міжнародних змаганнях

### Виступи на Чемпіонатах світу
| Змагання                        | Збірна    | Вагова категорія                  | Місце |
| ------------------------------- | --------- | --------------------------------- | ----- |
| Чемпіонат світу з боротьби 2005 | Венесуела | греко-римська боротьба, до 120 кг | 19    |

### Виступи на Панамериканських чемпіонатах
| Змагання                                   | Збірна    | Вагова категорія                  | Місце  |
| ------------------------------------------ | --------- | --------------------------------- | ------ |
| Панамериканський чемпіонат з боротьби 2004 | Венесуела | греко-римська боротьба, до 120 кг | 4      |
| Панамериканський чемпіонат з боротьби 2005 | Венесуела | греко-римська боротьба, до 120 кг | Срібло |

### Виступи на Боліваріанських іграх
| Змагання                 | Збірна    | Вагова категорія                  | Місце  |
| ------------------------ | --------- | --------------------------------- | ------ |
| Боліваріанські ігри 2005 | Венесуела | греко-римська боротьба, до 120 кг | Золото |

### Виступи на змаганнях молодших вікових груп
| Змагання                                                 | Збірна    | Вагова категорія                  | Місце  |
| -------------------------------------------------------- | --------- | --------------------------------- | ------ |
| Панамериканський чемпіонат з боротьби серед юніорів 2004 | Венесуела | греко-римська боротьба, до 120 кг | Золото |